# Juan de Zúñiga y Pimentel
Juan de Zúñiga y Pimentel (Plasencia, cerca de 1459 – Cáceres, 26 de julho de 1504) foi um cardeal e mecenas espanhol da Igreja Católica, pertencente à influente Casa de Zúñiga, que foi mestre da Ordem de Alcântara e arcebispo de Sevilha.

## Biografia
Era filho de Álvaro de Zúñiga y Guzmán, duque de Plasencia, e de sua segunda esposa, Leonor Pimentel y Zúñiga, duquesa de Arévalo. Sua mãe investiu um enorme esforço e muito dinheiro, como atesta o grande endividamento que seus senhorios tinham em sua morte, para fazer seu filho Juan como Maestro de Alcántara, da Ordem de Cister.
Ainda jovem demonstrou aptidão para as armas e seus pais proporcionaram-lhe a oportunidade de cultivá-la. Frei Gómez de Cáceres y Solís, mestre da Ordem de Alcântara, foi deposto por seus delitos e em 19 de outubro de 1472 foi eleito em seu lugar Frei Alonso de Monroy, que apoiou o rei Henrique IV e, mais tarde, os reis católicos Fernando II de Aragão e Isabel I de Castela. A duquesa de Arévalo, quando Juan tinha dez anos idade, viu nesta ocasião a oportunidade de progredir e com a permissão do rei Henrique, pediu ao papa que reservasse esse cargo, quando este ficasse vago, para o seu filho.
Entretanto, o mestre deposto não tinha aceitado a sua remoção e resistiu militarmente. Quando o Papa Sisto IV era o mestre geral de sua ordem, antes de sua eleição para o pontificado, ele visitou os conventos franciscanos na Espanha e os pais de Juan o receberam com grande magnificência, sendo que neste momento, enviaram-lhe muitos presentes em reconhecimento à antiga amizade. O papa concordou com o pedido e, por meio de uma bula de 20 de fevereiro de 1473, concedeu ao novo mestre dispensa para sua tenra idade. O mestre deposto morreu e Frei Alonso de Monroy se elegeu Mestre novamente em 28 de maio de 1473 e tudo parecia estar a seu favor: o apoio dos Reis Católicos e das constituições da sua ordem. Infortunadamente, ele foi preso quando o duque de Arévalo, pai de Juan, mostrou a bula papal como administrador de seu filho durante a minoria deste último; Juan tomou o hábito e a dignidade de mestre em 23 de janeiro de 1475.
Distinguiu-se nos cercos de Málaga, Baeza e Granada contra os mouros e contribuiu para a conquista do reino de Granada aos infiéis em 1492. Em 20 de novembro de 1494, renunciou ao cargo de grão-mestre da ordem e esta passou para as mãos do rei Fernando I da Espanha, que uniu a ordem à sua coroa. Retirou-se para Villanueva de la Serena e mandou construir um mosteiro para viver na solidão com outros cavaleiros sob o governo da Ordem de São Bento, que era o governo de sua antiga ordem militar.
Estudou no mosteiro de que mandou construir sob a direção de Antonio de Nebrija, que lhe ensinou latim e lhe dedicou o Diccionario latino-español (1492). Frei Gutierre de Trejo, cavaleiro de Alcântara, ensinou-lhe direito, Frei Domingo, O.P., ensinou-lhe teologia, enquanto Abraão Zacuto, um astrônomo judeu, ensinou-lhe o astrolábio e Maestro Solórzano, música. Ao mesmo tempo, desenvolveu uma paixão pela caça. Escreveu Historia de los Reyes Godos y de las Órdenes Militares e concluiu a obra Libro de las Horas de los Zúñiga, iniciada por Diego López de Zúñiga, seu bisavô.
Obteve uma prebenda na catedral de Burgos. Os monarcas espanhóis o nomearam Arcebispo de Sevilha e ele aceitou em 1502. Foi confirmado pelo Papa Alexandre VI em 5 de maio de 1503, tomou posse por procuração em 18 de janeiro de 1504 e fez sua entrada solene em junho de 1504.
Foi criado cardeal pelo Papa Júlio II no Consistório de 29 de novembro de 1503 e seu nome foi publicado em 4 de dezembro de 1503, recebeu o título de cardeal-presbítero de Ss. Nereo ed Achilleo em 6 de dezembro seguinte; o barrete vermelho foi enviado com uma bula papal em 24 de fevereiro de 1504. Ele deixou Sevilha para a corte em 17 de julho de 1504.
Durante esta viagem, morreu em 26 de julho de 1504, na granja Mirabal do mosteiro de Santa Maria de Guadalupe, em Cáceres, na Extremadura. Seu corpo foi enterrado temporariamente na igreja de Santa Catalina daquele mosteiro e em 1533, foi transferido para a capela-mor do convento dominicano de São Vicente Ferrer, em Plasencia, fundado por sua mãe, e aí sepultado. Em 17 de agosto de 1504, o Papa Júlio II expressou seu pesar pela morte do cardeal.